# America Town
Az America Town Five for Fighting 2000-ben kiadott stúdióalbuma . Az albumon megtalálható a „Superman (It's Not Easy)” című szám, mely nagy sikert aratott Amerika-szerte, miután a 2001. szeptember 11-ei terrortámadás egyik „himnusza” lett.
Az „Easy Tonight” című dal, megszólal a Dokik című amerikai televíziós sorozatban.
A „Something About You” című dalt egy Swatch karórareklámban hallhatta a közönség.

## Dalok
1. Easy Tonight
2. Bloody Mary (A Note on Apathy)
3. Superman (It's Not Easy)
4. America Town
5. Something About You
6. Jainy
7. Michael Jordan
8. Out of Love
9. The Last Great American
10. Love Song
11. Boat Parade
12. Alright
13. Do You Mind?

## Fordítás
- Ez a szócikk részben vagy egészben  az   America Town című angol Wikipédia-szócikk fordításán alapul.  Az eredeti cikk szerkesztőit annak laptörténete sorolja fel. Ez a jelzés csupán a megfogalmazás eredetét és a szerzői jogokat jelzi, nem szolgál a cikkben szereplő információk forrásmegjelöléseként.

## Külső hivatkozások
- Five for Fighting hivatalos honlap
- Allmusic.com Five for Fighting össze lemeze[halott link]